# Saumane-de-Vaucluse
Saumane-de-Vaucluse är en kommun i departementet Vaucluse i regionen Provence-Alpes-Côte d'Azur i sydöstra Frankrike. Kommunen ligger i kantonen L'Isle-sur-la-Sorgue som tillhör arrondissementet Avignon. År 2022 hade Saumane-de-Vaucluse 890 invånare.

## Befolkningsutveckling
Antalet invånare i kommunen Saumane-de-Vaucluse
| Referens: INSEE |